# 7 Leonis
7 Leonis är en vit stjärna i huvudserien i stjärnbilden Lejonet.
7 Leonis har visuell magnitud +6,30 och är knappt synlig för blotta ögat vid mycket god seeing. Den befinner sig på ett avstånd av ungefär 685 ljusår.